# Dyscia postdelineata
Dyscia postdelineata är en fjärilsart som beskrevs av Barend J. Lempke 1952. Dyscia postdelineata ingår i släktet Dyscia och familjen mätare. Inga underarter finns listade i Catalogue of Life.